# Chualluma
Chualluma, también denominado "Ch'uwa Uma" ('vertiente cristalina', en idioma aimara), es un barrio de la ciudad de La Paz donde viven 400 familias indígenas. Se encuentra al oeste de la ciudad, a 3.800 metros de altitud.

## Descripción

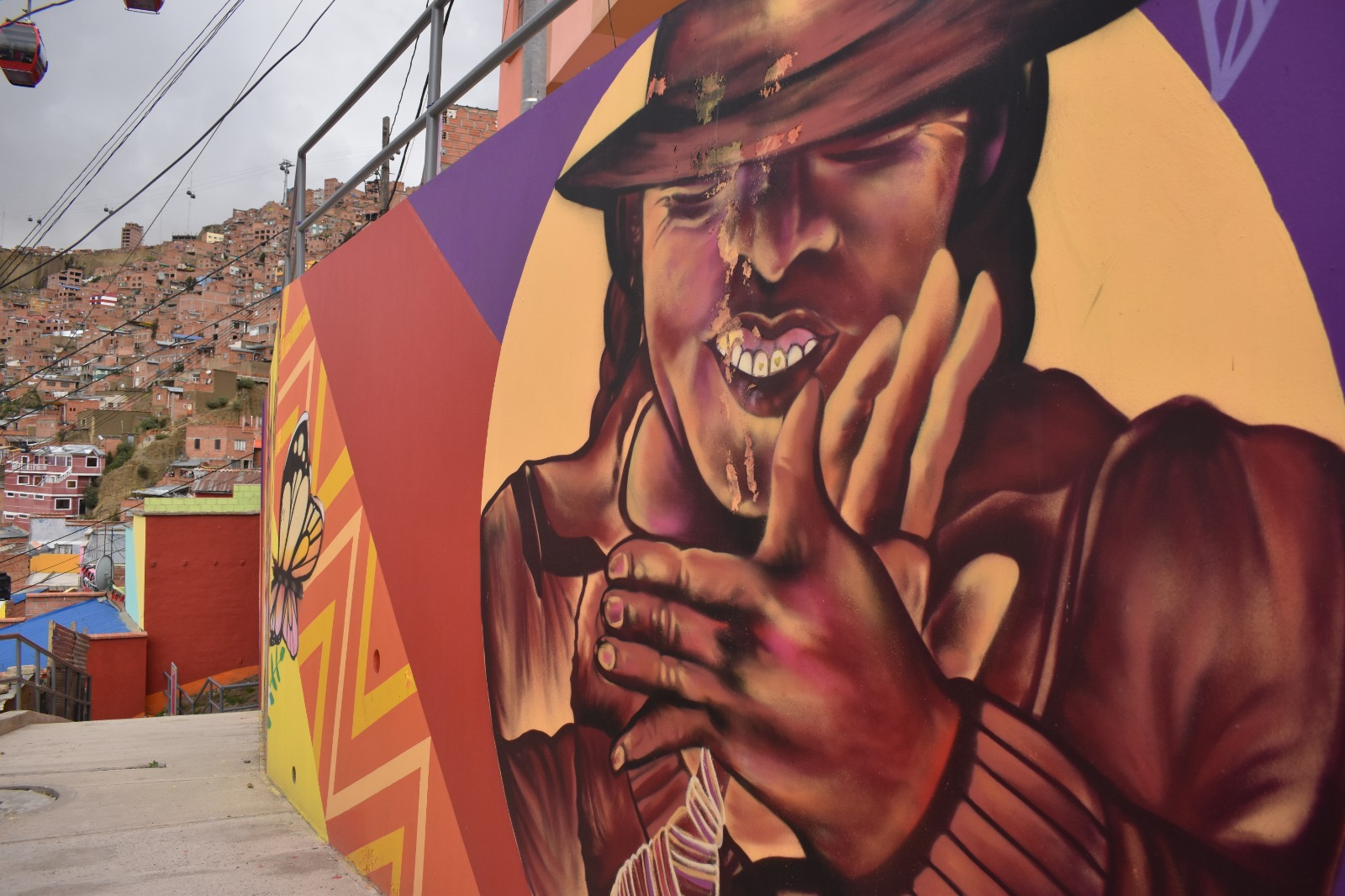
Mural de hombre indígena

Una de las características del barrio es la intervención mural que se aprecia en todas las viviendas y espacios públicos; la obra, que buscaba brindar una mejor calidad de vida a los habitantes de ese barrio, ha costado más de 4.5 millones de bolivianos. Se ha logrado mejorar 10 manzanos, 144 viviendas de Alto Chualluma y Chualluma Central, y se pintaron 16.965 metros cuadrados de fachadas, puertas y graderías. Además, se revocó un total de 14.453 metros cuadrados de fachadas, se colocaron unos 880 metros de barandas metálicas, se pintaron 2.514 murales artísticos y todo el trabajo se realizó en tan solo 140 días.

## Historia

### Antecedentes
El barrio Chualluma, perteneciente al distrito 9 de la ciudad de La Paz, es resultado directo del mejoramiento turístico urbano "El Qha-Tu". El vecindario era bastante peligroso, donde el consumo de alcohol y los casos de violencia doméstica eran frecuentes. Más tarde, este barrio llegaría a convertirse en su principal fuente de ingresos.

#### Transformación estética
En 2018, el Gobierno de Bolivia lanzó un programa con el objetivo de fortalecer la infraestructura urbana en Bolivia. La comunidad de Chualluma presentó una propuesta única para iluminar el vecindario con una gama de colores y murales. Tras haber obtenido los fondos, se llevó a cabo el proyecto que consistía en el fortalecimiento de la infraestructura previamente inestable y la transformación estética del vecindario, bajo el liderazgo de la diseñadora y pintora Knorke Leaf.

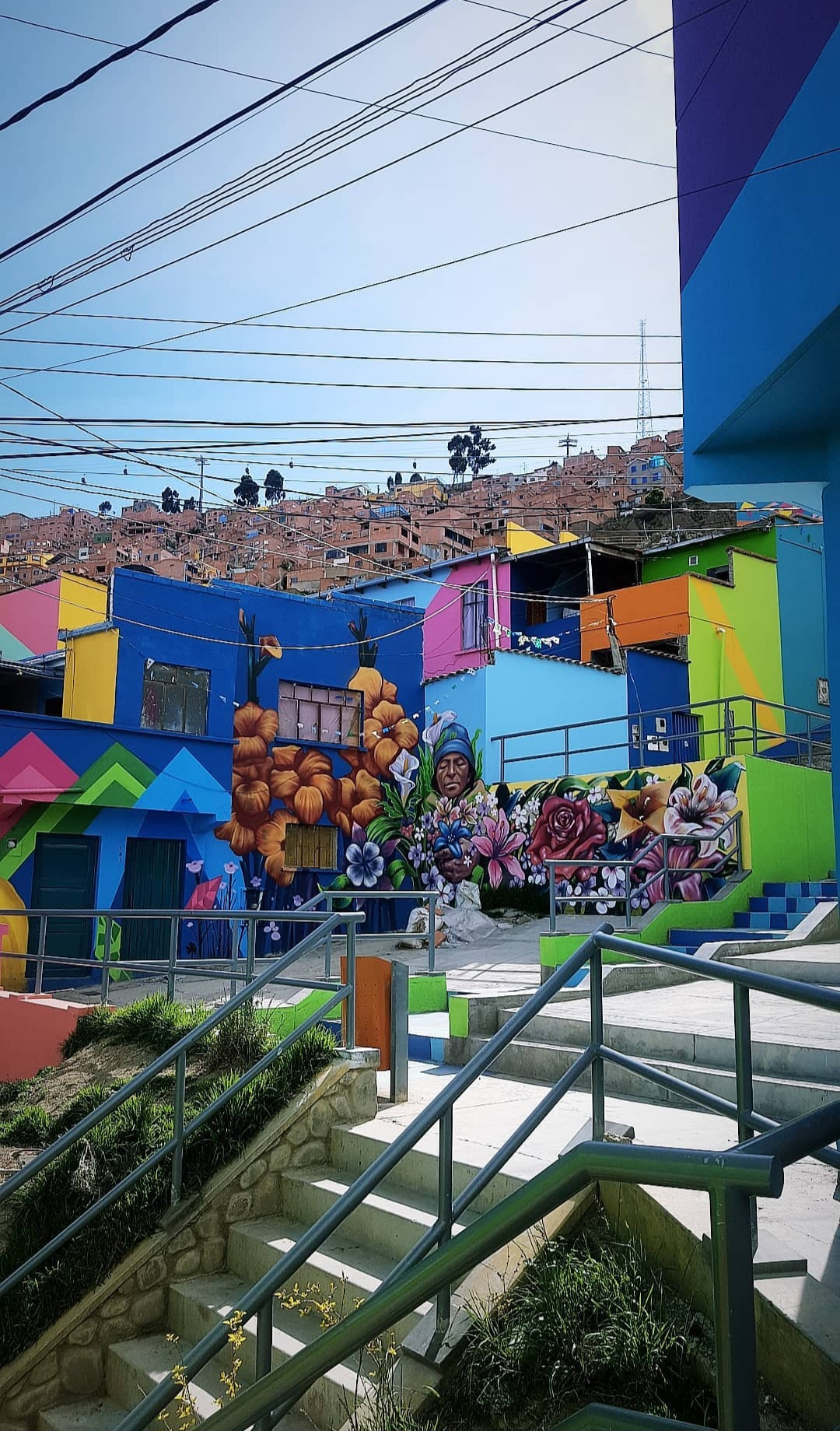

Los residentes son los propios pintores. Han sido guiados por cuatro artistas urbanos y unos 50 albañiles aproximadamente. Para la directora del proyecto, el objetivo de los murales coloridos es atraer a la gente mostrando la verdadera personalidad de la gente de Chualluma, ya que en su mayoría son artesanos y vendedores que emigraron a la ciudad del campo en busca de nuevas oportunidades.
Fue inaugurado el 7 de julio de 2019, en presencia del Vicepresidente de Bolivia, Álvaro García Linera; el Ministro de Defensa de Bolivia, Javier Zavaleta y los dirigentes vecinales.

#### Actualidad
El proyecto Chualluma ha sido finalista en la Séptima Bienal Iberoamericana de Diseño de España 2020. En esta edición, participaron 425 proyectos de todas las áreas y 140 propuestas resultaron finalistas. Bolivia ha presentado un total de 16 trabajos.

## Turismo
El barrio de Chualluma se ha convertido en uno de los nuevos sitios turísticos de La Paz ya que decenas de turistas suelen visitar diariamente las casas. El barrio también puede ser visto desde una de las 10 líneas de Mi Teleférico que cruza esa zona de la ciudad. Sin embargo, con la llegada de la pandemia de COVID-19, en marzo, sus calles se fueron vaciando debido al cierre de las fronteras y las restricciones de circulación en Bolivia.
El 27 de octubre de 2020 los vecinos del barrio dieron a conocer, a medios internacionales, que dejaron de recibir turistas a causa de la pandemia de COVID-19. Por lo tanto, tuvieron grandes pérdidas económicas.